# Lygosoma
Genre
Synonymes
- Riopa Gray, 1839

Lygosoma est un genre de sauriens de la famille des Scincidae.

## Répartition
Les espèces de ce genre se rencontrent en Asie (Vietnam, Philippine, Inde) et en Afrique.

## Liste des espèces
Selon The Reptile Database (12 juin 2017) :
- Lygosoma albopunctata (Gray, 1846)
- Lygosoma angeli (Smith, 1937)
- Lygosoma anguinum (Theobald, 1868)
- Lygosoma ashwamedhi (Sharma, 1969)
- Lygosoma bampfyldei Bartlett, 1895
- Lygosoma boehmei Ziegler, Schmitz, Heidrich, Vu & Nguyen, 2007
- Lygosoma bowringii (Günther, 1864)
- Lygosoma carinatum Darevsky & Orlova, 1996
- Lygosoma chaperi Vaillant, 1884
- Lygosoma corpulentum Smith, 1921
- Lygosoma frontoparietale (Taylor, 1962)
- Lygosoma goaensis (Sharma, 1976)
- Lygosoma guentheri (Peters, 1879)
- Lygosoma haroldyoungi (Taylor, 1962)
- Lygosoma herberti Smith, 1916
- Lygosoma isodactylum (Günther, 1864)
- Lygosoma koratense Smith, 1917
- Lygosoma laeviceps (Peters, 1874)
- Lygosoma lanceolatum Broadley, 1990
- Lygosoma lineata (Gray, 1839)
- Lygosoma lineolatum (Stolizcka, 1870)
- Lygosoma mafianum Broadley, 1994
- Lygosoma opisthorhodum (Werner, 1910)
- Lygosoma pembanum Boettger, 1913
- Lygosoma popae (Shreve, 1940)
- Lygosoma pruthi (Sharma, 1977)
- Lygosoma punctata (Gmelin, 1799)
- Lygosoma quadrupes (Linnaeus, 1766)
- Lygosoma singha Taylor, 1950
- Lygosoma tabonorum Heitz, Diesmos, Freitas, Ellsworth & Grismer, 2016
- Lygosoma veunsaiensis Geissler, Hartmann & Neang, 2012
- Lygosoma vosmaeri (Gray, 1839)

## Publications originales
- Gray, 1839 "1838" : Catalogue of the slender-tongued saurians, with descriptions of many new genera and species. Annals and Magazine of Natural History, sér. 1, vol. 2, p. 331-337 (texte intégral).
- Hardwicke & Gray, 1827 : A synopsis of the species of saurian reptiles, collected in India by Major-General Hardwicke. The Zoological Journal, London, vol. 3, p. 214-229 (texte intégral)